# Bertotovce
Bertotovce este o comună slovacă, aflată în districtul Prešov din regiunea Prešov. Localitatea se află la altitudinea de 408 m deasupra n.m., se întinde pe o suprafață de 8,49 km2 și în 2017 număra 498 de locuitori. Se învecinează cu comuna Hendrichovce.

## Istoric
Localitatea Bertotovce este atestată documentar din 1320.

## Demografie
| An:                | 1994 | 2004    | 2014   | 2024   |
| ------------------ | ---- | ------- | ------ | ------ |
| Număr de persoane: | 443  | 492     | 487    | 520    |
| Diferență:         |      | +11,06% | −1,01% | +6,77% |

| An:                | 2023 | 2024   |
| ------------------ | ---- | ------ |
| Număr de persoane: | 523  | 520    |
| Diferență:         |      | −0,57% |